# جيمي موشوغ
جيمي موشوغ (بالإنجليزية: Jimmy McHugh)‏ (10 يوليو 1894 في بوسطن، ماساتشوستس - 23 مايو 1969 في بيفرلي هيلز، كاليفورنيا) كان ملحن أمريكي.

## حياته
درس جيمي الموسيقى في مدينته بوسطن واشتغل كعازف بيانو في دار الأوبرا. في عام 1920 ذهب إلى مدينة نيويورك وكتب أغاني لمسرح برودواي. كان أول نجاح له هناك هو العرض المسرحي بلاك بيرد لعام 1928 ألف إلى غاية الخمسينات من القرن الماضي أكثر من 250 أغنية.
الأغاني المعروفة التي ألفها هذا الملحن الأمريكي هي لا أستطيع منحك إلا الحب وعلى الجانب المشرق للشارع.

## وصلات خارجية
- جيمي موشوغ على موقع IMDb (الإنجليزية)
- جيمي موشوغ على موقع الموسوعة البريطانية (الإنجليزية)
- جيمي موشوغ على موقع ميوزك برينز (الإنجليزية)
- جيمي موشوغ على موقع تيرنر كلاسيك موفيز (الإنجليزية)
- جيمي موشوغ على موقع أول موفي (الإنجليزية)
- جيمي موشوغ على موقع قاعدة بيانات برودواي على الإنترنت (الإنجليزية)
- جيمي موشوغ على موقع قاعدة بيانات برودواي على الإنترنت (الإنجليزية)
- جيمي موشوغ على موقع إن إن دي بي (الإنجليزية)
- جيمي موشوغ على موقع ديسكوغز (الإنجليزية)
- جيمي موشوغ على موقع قاعدة بيانات الفيلم (الإنجليزية)
- جيمي موشوغ من موقع دوروثي فيلدز (باللغة الإنجليزية)